# Botshabelo Ndebele

Botshabelo ("le lieu de refuge" dans la langue Sotho du Nord) est une ancienne mission située près de Middelburg dans la province du Mpumalanga en Afrique du Sud.

## Histoire
Botshabelo est une ancienne mission fondée par Alexander Merensky de la Société missionnaire de Berlin en février 1865 dans ce qui était alors la République du Transvaal,. Merensky s'était enfui avec un petit groupe de paroissiens après des attaques menées par les soldats de Sekhukhune, roi des baPedi, sur son ancienne mission de Ga-Ratau. 
En une année, la population atteignit 420 personnes.
Le peintre et musicien Gerard Sekoto est né à Botshabelo en 1913.

## Tourisme
La mission abrite toujours des vestiges de cette époque. Elle est surtout connue pour être un musée ouvert de l'architecture ndébélé.
|other_versions=

### Ndebele architecture of Cultural Village
|                     |
| Maison à Botshabelo |

|                 |
| Village ndébélé |

|        |
| Portal |

### Botshabelo, Middelburg
|                               |
| Ancienne mission à Botshabelo |

|                          |
| Jardin de thé Botshabelo |

|               |
| Fort Merensky |